# Diplomac (1967.)
Diplomac (eng. The Graduate) je slavna američka ljubavna komedija/drama iz 1967. koja govori o sazrijevanju mladića kojeg je zavela žena očevog poslovnog prijatelja. Film je režirao Mike Nichols i on je adaptacija istoimenog romana kojeg je napisao Charles Webb. To je jedan od klasika kinematografije koji se smatra jednim od najboljih filmova svih vremena a koji je proslavio Dustina Hoffmana i pjesmu „Mrs. Robinson“, te obilježio 1960-te. Udruga AFI (American Film Institute) je proglasila film 9. najboljom ironičnom komedijom. 20. stoljeća.

## Filmska ekipa
Režija: Mike Nichols
Glume: Dustin Hoffman (Benjamin Braddock), Anne Bancroft (Gđa. Robinson), Katharine Ross (Elaine Robinson), Murray Hamilton (G. Robinson) i dr.

## Radnja
Los Angeles. Benjamin Braddock je 20-godišnji mladić koji je uspješno završio srednju školu ali nema pojma na koji fakultet da se upiše ni što dalje da učini sa svojim životom. Na zabavi kod svoje kuće sretne svoju bivšu profesoricu, gđu. Robinson, koja ga nagovori da ju odvede do njene kuće sa svojim autom. Na njegovo iznenađenje otkrije da je njena kuća prazna a ona se počne čudno ponašati, toliko ljubazno da gotovo kao da ga pokušava zavesti. On želi što prije otići, no ona ga pozove u svoju sobu, zaključa vrata i gola pred njim izjavi da ju može imati kada god želi. 
Upravo tada u kuću se vrati njen suprug, g. Robinson, i izbezumljeni Benjamin izađe van iz sobe, pozdravi se s njim te se vrati u svoj dom. Iako mu je sve to bizarno pošto je još djevica, Benjamin pristane s gđa. Robinson otići tajno u neki hotel i tamo završiti s njom u krevetu. Njihova afera se počne odvijati i trajati mjesecima, sve dok Benjamin ne sretne Elaine, kćerku gđe. Robinson, te se zaljubi u nju, iako to nije planirao. On joj sve prizna, na što Elaine prekine svaki kontakt s njim, kao i gđa. Robinson koja se počne agresivno ponašati prema njemu. Ipak, po prvi put Benjmin shvati što želi u životu te s autom stigne do crkve u kojoj se Elaine treba udati za nekog studenta. On zaustavi vjenčanje te ona s njim pobjegne u autobusu.

## Nagrade
- Osvojena 5 Zlatna globusa ( najbolji film – komedija ili mjuzikl, režija, glumica u komediji ili mjuziklu Anne Bancroft, nova muška zvijezda Dustin Hoffman, nova ženska zvijezda Katharine Ross) i 2 nominacije (najbolji scenarij, glumac u komediji ili mjuziklu Dustin Hoffman)
- Osvojen Oscar (najbolja režija) i 6 nominacija (najbolji film, scenarij, fotografija, glavni glumac Dustin Hoffman, glavna glumica Anne Bancroft, sporedna glumica Katharine Ross)
- Osvojeno 5 BAFTA-e (najbolji film, režija, montaža, scenarij, nova zvijezda Dustin Hoffman ) i 2 nominacije (najbolja glumica Anne Bancroft, nova zvijezda Katharine Ross)

## Zanimljivosti
- Iako je glumio 20-godišnjaka, Dustin Hoffman je u vrijeme snimanja filma bio skoro 30 godina star.
- Za glavnu ulogu "Diplomca" je isprva zamišljen Robert Redford.
- Film je bio inspiriacija za priču za "Tajkun iz Rushmorea".
- U sceni u kojoj studenti upadaju u stan Dustina Hoffmana, nakon što je lik Elaine vrisnuo, javlja se kao statist i Richard Dreyfuss.

## Kritike
Kritičari su velikom većinom hvalili "Diplomca". Tako je Phil Villarreal u svojoj recenziji napisao: "Ovaj film je portretirao "post-diplomski" osjećaj potrošenosti s kojim se publika može identificirati i danas. Ovo je komedija tragedije, djelo u kojem se mladenački idealizam mladića susreće s neizbježnim smrtonosnim udarcem." Christopher Null je utvrdio: "Rijetko, razotkrivajuće remek-djelo o mladom diplomcu (Dustin Hoffman) i njegovom neobičnom pogledu na život - koji ga vodi do čudne afere sa starijom, oženjenom gđom Robinson (Anne Bancroft). Pravi klasik koji je stvorio nezaboravni savjet: plastika...I tko može zaboraviti majstorsku režiju Mikea Nicholsa, ovdje u svojoj vrhunskoj formi, koji je postavio taj bezvremenski kadar Hoffmana koji se vidi uokviren od Bancroftine noge? A glazba Simona & Garfunkela je isto savršen dodatak, nezaboravna do danas. Sada dio Americane jednako gorke kao i "Vrlog života", "Diplomac" je jedan od najboljih, najciničnijih komedija na filmu. Toplo preporučen i gotovo savršen". Almar Hafildason je zaključio: "Nichols obavlja majstorski posao u upotrebi širokokutnog kadra kako bi naglasio kompleksne, emotivne situacije s lakoćom i puno razumijevanja".

## Vanjske poveznice
- Diplomac u internetskoj bazi filmova IMDb-a
- Recenzije na Rottentomatoes.com
- Filmsite-org